# سونیا هیدنبرات
سونیا هیدنبرات (انگلیسی: Sonya Hedenbratt; ۴ مارس ۱۹۳۱ – ۵ آوریل ۲۰۰۱) هنرپیشه اهل سوئد بود. وی بین سال‌های ۱۹۵۱ تا ۱۹۹۹ میلادی فعالیت می‌کرد.